# Cantone di Sainte-Rose-2
Il cantone di Sainte-Rose-2 è una divisione amministrativa dell'arrondissement di Basse-Terre, nel dipartimento d'oltremare della Guadalupa.
A seguito della riforma approvata con decreto del 24 febbraio 2014, che ha avuto attuazione dopo le elezioni dipartimentali del 2015, è stato ridefinito.

## Composizione
Prima della riforma del 2014 comprendeva il comune di Deshaies e parte del comune di Sainte-Rose.
Dal 2015 comprende solo parte del comune di Sainte-Rose.